# Konstantín Tsiolkovski
Konstantín Tsiolkovski   (Izhevskoe, 5 de setembre de 1857 (Julià) - Kaluga, 19 de setembre de 1935), nom complet amb patronímic Konstantín Eduàrdovitx Tsiolkovski, rus: Константи́н Эдуа́рдович Циолко́вский, fou un físic rus.

## Biografia
Va néixer a Íjevskoie, a l'actual óblast de Riazan, al sud de Moscou. Es va educar per compte propi a les biblioteques de Moscou i amb els llibres del seu pare, perquè no podia anar a l'escola. Als deu anys, una febre li va provocar una pèrdua d'audició. El problema el va motivar a superar-se i demostrar que podria ser tan bo com les persones sense discapacitat.
Destacat pioner de la cosmonàutica, aprofitant les equacions fonamentals de la dinàmica dels cossos de massa variable que havia establert Ivan Mestxerski el 1897. En la seva obra més important, L'exploració de l'espai còsmic per mitjà dels motors de reacció (1903), va anticipar les teories de la moderna astronàutica i va exposar per primera vegada la possibilitat de viatjar a través de l'espai exterior per mitjà de la propulsió de coets de reacció. Va establir la relació de masses en els coets, i la fórmula fonamental de l'astronàutica, com a conseqüència d'aquesta; va proposar el sistema de coets segmentats, sistema adoptat després universalment. Va publicar més de 500 treballs sobre els viatges espacials i temes relacionats, incloent-hi el primer projecte conegut d'un ascensor espacial.